# Georges Dancigers
Georges Dancigers (* 17. Februar 1908 in Tukkum; † 1. November 1993 in Neuilly-sur-Seine, Hauts-de-Seine) war ein russisch-französischer Filmproduzent.

## Biografie
Georges Dancigers wurde 1908 in Tukkum (heute Tukums, Lettland), geboren, das damals zum Russischen Reich gehörte. Nach Ausbruch der Russischen Revolution flüchtete er nach Frankreich, wo er 1934 begann, als Filmproduzent zu arbeiten, während sein Bruder Oscar Dancigers (1902–1976) nach Mexiko auswanderte und dort die Filme des surrealistischen Filmregisseurs Luis Buñuel produzierte. 1945 gründete Georges Dancigers gemeinsam mit dem ebenfalls aus Russland immigrierten Alexandre Mnouchkine (1908–1993) und Francis Cosne (1916–1984) die Produktionsgesellschaft Les Films Ariane, die nach Mnouchkines 1939 geborenen Tochter Ariane Mnouchkine benannt wurde. Mit Les Films Ariane produzierte und koproduzierte Dancigers mit Der Doppeladler und Die schrecklichen Eltern (beide 1948) zwei Werke von Jean Cocteau, in denen der Lebensgefährte des Filmregisseurs, Jean Marais, die männlichen Hauptrollen bekleidete. Anfang der 1950er Jahre wandte sich Dancigers dem kommerziellen Kino zu und fungierte als Produzent und Koproduzent an u. a. Christian-Jaques Mantel-und-Degen-Filmen Fanfan, der Husar mit Gérard Philipe in der Titelrolle und Lucrezia Borgia (beide 1952), Julien Duviviers Don Camillos Rückkehr (1953) oder Denys de La Patellières Drama Wiesenstraße Nr. 10 mit Jean Gabin und der jungen Marie-José Nat in den Hauptrollen. Der große Erfolg für Dancigers und Mnouchkine stellte sich in den 1960er Jahren ein, als eine langjährige Zusammenarbeit mit Philippe de Broca folgte, aus der u. a. die Komödien Cartouche, der Bandit (1961), Abenteuer in Rio (1964), Die tollen Abenteuer des Monsieur L. (1965) und Le Magnifique (1973) hervorgingen. In allen Filmen spielte Jean-Paul Belmondo die Hauptrolle. Der einflussreiche Darsteller der Nouvelle Vague war zu dieser Zeit Frankreichs populärster Akteur.
Les Films Ariane etablierte sich in der Folge in Frankreich als eine der großen Filmproduktionsgesellschaften und Dancigers gelang es gemeinsam mit Mnouchkine eine Brücke zwischen Kommerz und dem angesehenen Autorenkino zu schlagen. Beide finanzierten auch Projekte renommierter Filmemacher, wie Lebe das Leben (1967), Der Mann, der mir gefällt und Das Leben, die Liebe, der Tod (beide 1969) von Claude Lelouch, Alain Resnais’ Drama Stavisky, Bertrand Bliers Oscar-prämierte Tragikomödie Frau zu verschenken (1978) oder den César-Gewinner La Balance – Der Verrat (1982) von Bob Swaim. Selbst mit dem wichtigsten französischen Filmpreis ausgezeichnet wurde Dancigers 1981, als er gemeinsam mit Alexandre Mnouchkine für seine Verdienste im französischen Kino den Ehrenpreis erhielt. Im selben Jahr wurde der gemeinsam produzierte Thriller Das Verhör von Claude Miller mit vier Césars ausgezeichnet, dem verstärkt weitere Filme dieses Genres folgten.
Neben der Arbeit als Produzent wirkte George Dancigers auch gelegentlich als Aufnahmeleiter an Filmen wie Alexandre Arcadys Der Boß (1985) mit. Mitte der 1980er Jahre zog er sich mehr und mehr aus dem Filmgeschäft zurück. Oft kritisiert wurde er wegen seiner Vorliebe für Action- und Abenteuerfilme wie Die Filzlaus (1973) mit Lino Ventura in der Hauptrolle. Dancigers verstarb 1993 im Alter von 85 Jahren in seinem Haus in der Nähe von Paris, nur wenige Monate nach Alexandre Mnouchkine. Der Offizier der französischen Ehrenlegion hinterließ eine Frau und drei Töchter.

## Filmografie (Auswahl)
- 1948: Der Doppeladler (L’aigle à deux têtes)
- 1948: Die schrecklichen Eltern (Les Parents terribles)
- 1952: Fanfan, der Husar (Fanfan la Tulipe)
- 1953: Lucrezia Borgia (Lucrèce Borgia)
- 1954: Madame Dubarry (Madame du Barry)
- 1956: Die Abenteuer des Till Ulenspiegel (Les Aventures de Till L’Espiègle)
- 1959: Wiesenstraße Nr. 10 (Rue des Prairies)
- 1962: Cartouche, der Bandit (Cartouche)
- 1964: Abenteuer in Rio (L’Homme de Rio)
- 1967: Lebe das Leben (Vivre pour vivre)
- 1967: Der Millionen-Coup der Zwölf (Mise à sac)
- 1969: Der Mann, der mir gefällt (Un homme qui me plaît)
- 1970: Voyou – Der Gauner (Le Voyou)
- 1972: Die Affaire (Chère Louise)
- 1973: Die Filzlaus (L’Emmerdeur)
- 1973: Le Magnifique – ich bin der Größte (Le Magnifique)
- 1974: Stavisky
- 1975: Adieu, Bulle (Adieu poulet)
- 1977: Ein anderer Mann – eine andere Frau (Un autre homme, une autre chance)
- 1978: Frau zu verschenken (Préparez vos mouchoirs)
- 1979: Edouard, der Herzensbrecher (Le Cavaleur)
- 1979: Ein Mann in Wut (L’Homme en colère)
- 1980: Wer hat den Schenkel von Jupiter geklaut? (On a volé la cuisse de Jupiter)
- 1981: Das Verhör (Garde à vue)
- 1981: Der Profi (Le Professionnel)
- 1982: La Balance – Der Verrat (La Balance)

## Auszeichnungen
- 1982: Ehrenpreis bei der César-Verleihung